# Сиглюфьордюр
Си́глюфьордюр (исл. Siglufjörður, в переводе с исландского — Фьорд корабельных мачт) — город в Исландии, расположен на северном побережье страны, на берегу Гренландского моря, в северной части полуострова Трёлласкаги. Административно входит в общину Фьядлабиггд региона Нордюрланд-Эйстра. Площадь города составляет 155 км².
Сиглюфьордюр — традиционная община и город рыбаков, торговцев рыбой. В период так называемого «сельдевого бума» в 1940—1950-е годы численность населения города превышала 3 тыс. человек. В настоящее время число жителей сократилось до 1438 человек (2004). Плотность населения равна 9,28 чел./км². В городе есть музей рыболовства, ежегодно торжественно отмечается Праздник рыбака.
Расстояние от Сиглюфьордюра до столицы страны Рейкьявика составляет 401 км, автотранспортное сообщение стало возможным лишь после строительства туннелей.
В Сиглюфьордюре происходит действие романа Рагнара Йоунассона «Снежная слепота» (Snjóblinda, 2010).